# FDM
FDM (z anglického Fused Deposition Modeling, česky modelování tavným nanášením) je metoda 3D tisku, při které se pomocí trysky nanáší materiál do tvaru tisknutého objektu po jednotlivých vrstvách.
V současné době se jedná o jednu z nejpoužívanějších technologií 3D tisku. Touto výrobní metodou lze vyrábět jak nejrůznější prototypy, náhradní díly, personalizované výrobky, dětské hračky, upomínkové předměty, různé drobnosti do domácnosti, které nejdou normálně koupit. V průmyslu se tyto technologie používají na výrobu různých přípravků, atypických nebo modifikovaných součástí s výrazně nižšími náklady než u běžné průmyslové výroby.

## Stručná historie FDM tisku
Technologie 3D tisku pomocí vytlačování materiálu tryskou je zde již několik desetiletí. Hlavním průkopníkem ve světě byla firma Stratasys, která až do počátku tohoto tisíciletí držela patentová práva k tomuto druhu tisku. Jedním z průkopníků zavádění této technologie na komerční bázi byla firma MCAE systems, s.r.o. z Brna, která tiskárny této značky dodávala na český trh včetně spotřebního materiálu. V této době se tisklo prakticky jen z ABS a jako podpůrný materiál se používal HIPS, který se z tisku dá vymývat za pomoci chemikálie s názvem Lemonsol. V této době bylo nákladné vlastnit 3D tiskárnu a tisk byl také poměrně drahý.
Po vypršení patentových práv kolem roku 2003 se začaly rozvíjet amatérské pokusy o napodobení této metody tisku za cenově příhodnějších podmínek a vznikly projekty typu RepRap. Jedním z průkopníků byl Josef Průša, který se touto technologií zabýval již v době studií. Byl nadšeným průkopníkem mezi amatérskými tiskaři a jeho rozhodnutí založit firmu PrůšaResearch bylo významným činem v jeho úsilí přinést tuto technologii v podobě a cenové hladině přístupné běžné veřejnosti. S rozvojem 3D tisku cenově dostupného široké mase lidí se rozvinula kultura DYI nebo též Makerství – dokonce jsou pořádány veletrhy a to i v ČR – MakerFaire. Tento veletrh ukazuje možnosti, jak mohou lidé tvořit zajímavé věci za pomoci 3D tisku, stavby elektronických zapojení a vzájemného kombinování.

## Konstrukce tiskáren
Tiskárna je vlastně CNC stroj, který místo odebírání materiálu z daného polotovaru materiál vytlačuje tryskou a tryska se přitom pohybuje dle předem připraveného programu.
Konstrukce tiskáren má 3 základní varianty:
- Kartézské – u tiskárny se podložka pohybuje v ose Y a vozík s extrudérem v osách X a Z – nejznámější výrobci a značky jsou Prusa Research, BambuLAB řada A, Creality, Anet, kutilské projekty Voron, RepRap a spoustu dalších – v hobby sféře je to nejčastější konstrukce
- CORE-XY (někdy označované jako CUBE design díky svému rámu) – jedná se o variantu předchozího uspořádání – tisková hlava se pohybuje v rovině XY a podložka se pohybuje v ose Z – typické např. pro značky BambuLAB řada P a X, MakerBOT,[5] DaVinci, MarkForged,[6] Ultimaker, některé modely značky Creality, z novinek např. PrůšaXL[7] – u této konstrukce lze díky krabicovitému rámu a vyšší tuhosti konstrukce dosáhnout větších rozměrů tiskového prostoru – např. ULTIMAKER představil před příchodem COVID-19 na MSV2018 v Brně tiskárnu s rozměry tiskového prostoru 1000×1000×1000 mm. Dnes se dají zakoupit tiskárny o velikosti tiskového prostoru cca 800×800×1000 mm.[8]
- DELTA – tisková podložka je pevná pohybuje se pouze hlava a to na 3 svislých pojezdech – tento způsob je náročnější na výpočty pohybů – v této konstrukci se prodává např. řada Z od firmy MakerBot
- Zvláštní konstrukce – bývají založeny na průmyslových robotech nebo konstrukčně vychází z portálové frézky (varianta využívaná pro tisk domů ze speciálního betonu)

Také se rozlišuje dle konstrukce extrudéru (tiskové hlavy) na:
- Direct extruder – podávací mechanismus je součástí vozíku s tiskovou hlavou – nutnost pro elastické materiály TPU/TPE, přesnější posuv tiskové struny, je nutná robustnější konstrukce pojezdů
- Bowden extruder – motor podávání je oddělen od tiskové hlavy a je s ní spojen PTFE trubičkou pro vedení filamentu – tisková hlava je lehčí a umožňuje tisknout vyšší rychlostí, typická konstrukce pro tiskárny typu DELTA

Touto metodou se dá tisknout z plastu, betonu, čokolády, ale i z kovu – zde je materiál nanášen v podobě kompozitní struny (kovový prášek ve speciálním pojivu) a následně je pomocí slinovací pece vypáleno pomocné médium a kov je spojen do kompaktní hmoty.
V poslední době je na trhu dostupných čím dál více tiskáren s rozšířením MultiMaterial – ať je to se systémem výměny filamentů (např. Průša MMU, BambuLab AMS) nebo vícenásobných hlav (PrůšaXL – až 5 hlav) – obě metody umožňují tisknout vícebarevné modely. Další možností je že z jedné trysky jde stavební materiál a z druhé podpůrný materiál. Také je možná varianta tisku např. pevný materiál jako je ABS/PLA/PET-G a v kombinaci s TPU/TPE materiálem – v tomto případě je ale nutné, aby měly materiály blízkou teplotu tavení.

## Tiskové materiály
Typickými materiály z kategorie plastů jsou například:
- PLA – (polylactid-acid – kyselina polymléčná) jeden z nejpoužívanějších materiálů, vyrábí se ze škrobu
- PET – (polyethyltereftalát) – materiál ze kterého se vyrábějí např. PET láhve na nápoje, vyniká chemickou odolností, existuje varianta PET-G která má vhodnější vlastnosti pro tisk
- ESD PET-G – vodivý materiál k tisku součástek pro odvod statického náboje, existuje i varianta ABS-ESD
- PEEK – (PolyEtherEtherKetone) materiál s vysokou teplotní odolností (250 °C), vyžaduje zvláštní podmínky pro tisk (tisková teplota 400 °C, teplota tiskového prostoru 120 °C), materiál se v běžné výrobě používá pro namáhané autosoučásti
- ABS – (akrylonitrilbutadienstyren) jeden z široce používaných plastů, vyrábí se z něj např. LEGO kostky – vyznačuje se poměrně dobrou mechanickou odolností
- ASA – (akrylonitril-styren-akryl) – používá se místo ABS, má vhodnější vlastnosti pro tisk
- PA – (polyamid) jedná se o nylon/silon – materiál je mechanicky odolný, ale potřebuje vyladit tiskové nastavení, aby byly výtisky kvalitní
- PC – (polykarbonát) velmi odolný plast
- PP – (polypropylen)
- PEI – (polyetherimide)
- TPU (termoplastický polyuretan)/TPE (termoplastické elastomery) – vytištěné díly jsou pružné, existují v různých tvrdostech
- PVA (polyvinylalkohol) nebo HIPS (high impact polystyrene – houževnatý polystyrén) – rozpustné materiály používané pro tisk podpůrných konstrukcí

Pro tisk se také využívají kompozitní materiály, jako je například:
- WOODFIL – materiál PLA s přídavkem dřevěných pilin různých dřev – po vytištění objekt vypadá, jako by byl dřevěný
- METAL – PLA s přídavkem kovového prášku – povrch vypadá jako např. z mědi, bronzu nebo hliníku
- Plaster – filament na bázi PLA s přídavkem sádry
- ONYX – materiál firmy MARKFORGED – jedná se o kompozit z PA6 – nylonu a stříže z uhlíkových nanovláken, prodává se i varianta ESD, cena těchto materiálů je poměrně vysoká, ale výtisky z něj vypadají velmi dobře a jsou pevné a odolné.

Zmíněný tisk z betonu je využíván pro tisk budov – je to poměrně rychlá metoda stavby se kterou se v poslední době experimentuje po celém světě – hrubou stavbu běžného přízemního bungalovu lze postavit za 1 den. Do stavby jsou v průběhu tisku vkládány dodatečné kovové elementy a výztuže, pro tisk samotný se využívá speciálně modifikovaný rychletuhnoucí beton. Tento je kontinuálně připravován v připojeném zařízení.
Příkladem je např. tištěný dům PRVOK vytištěný v ČR.

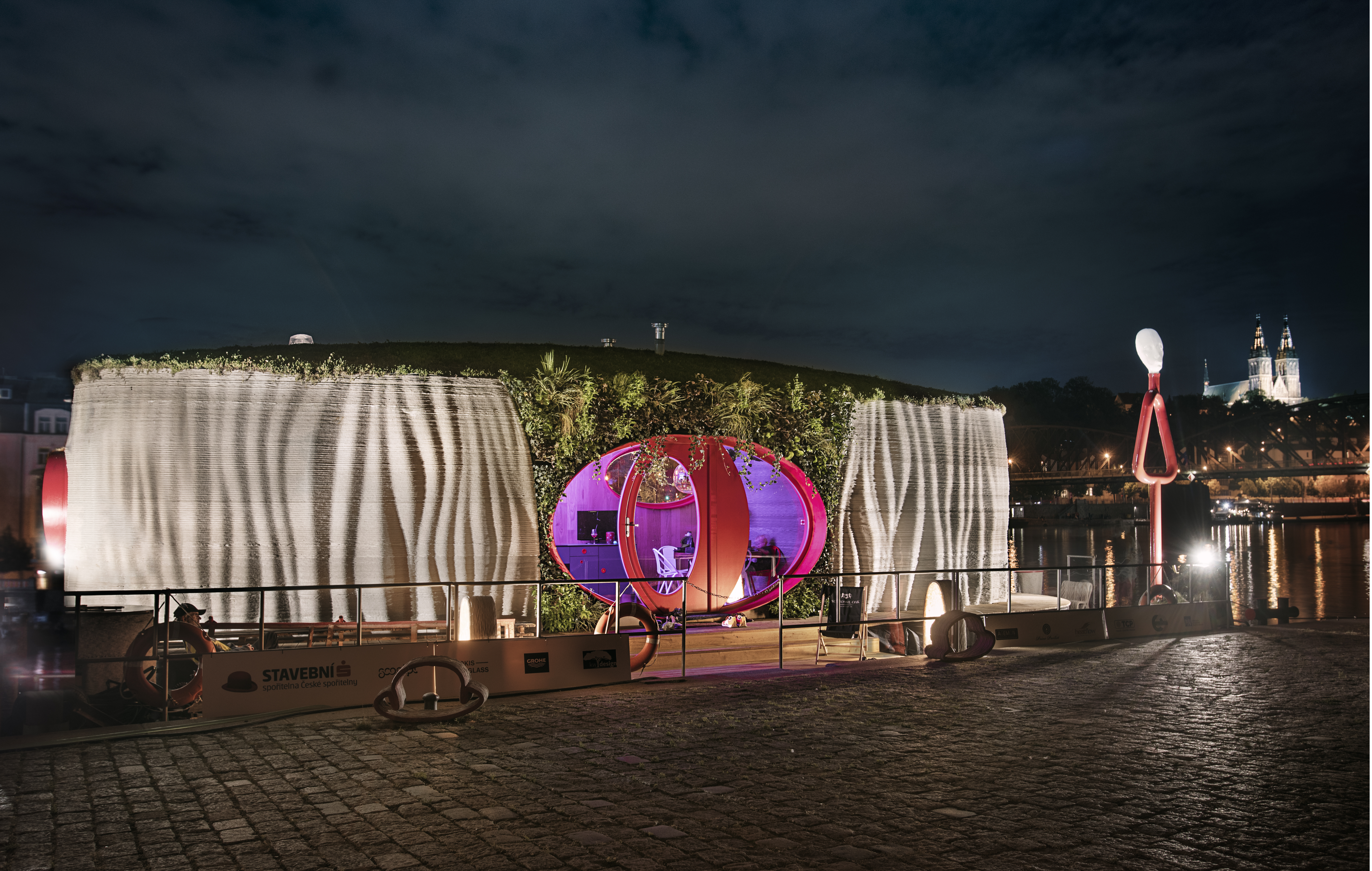
Dům PRVOK vytištěný 3D tiskem z betonové směsi

Do tištěných modelů a konstrukcí umí některé značky a typy tiskáren vkládat vnitřní výztuže – např. skelné vlákno, kevlarové vlákno nebo uhlíkové vlákno – touto funkcí disponují například vyšší modely tiskáren MarkForged řady ONYX.

## Příprava dat pro 3D tiskárny
Data pro 3D tisk metodou FDM potřebuje připravit data ve formě programu s instrukcemi pro pohyb tiskové hlavy, posun materiálové struny, nastavení a kontrolu teploty hlavy a podložky případně i výměnu materiálů. Tyto data jsou pro většinu těchto tiskáren potřebná v podobě tzv. G-kódu. Tento jazyk je používán také u CNC obráběcích strojů a pokud se podíváme na 3D tiskárnu z hlediska konstrukce, tak se vlastně o CNC stroj jedná.
Někteří výrobci hotových řešení si ale formát přenosu dat do tiskárny chrání a tisková data mají zašifrována a je nutné používat jejich software pro přípravu tiskového programu.
Tisková data se vytvářejí z 3D modelu, který je možno získat buďto modelováním v příslušném programu (CAD – Tinkercad, SolidWorks, Autodesk Inventor, CATIA a další, různé programy pro tvorbu 3D grafiky – např. Blender, 3DMax, ZBrush a spousta dalších) nebo stažením z dnes již poměrně snadno přístupných serverů na internetu.
Zdrojem dat pro tisk je 3D model většinou ve formátu STL nebo OBJ. Tento model použijeme v programu typu SLICER (CURA, Slicer3D, Lychee Slicer, a další), který má profil pro používanou 3D tiskárnu a dostaneme soubor ve formátu G-code, který nahrajeme do tiskárny (Flashdisk, SD karta, síťové připojení), do tiskárny zavedeme filament a spustíme tisk.